# Atanus trifurcatus
Atanus trifurcatus är en insektsart som beskrevs av Cheng 1980. Atanus trifurcatus ingår i släktet Atanus och familjen dvärgstritar. Inga underarter finns listade i Catalogue of Life.